# Colebrooke Settlement
Colebrooke Settlement é uma área não-incorporada do Condado de Restigouche, New Brunswick, Canadá.